# Classi L e M (cacciatorpediniere)
I cacciatorpediniere classi L e M sono state navi da guerra britanniche entrate in servizio tra il 1941 e il 1942, in piena seconda guerra mondiale. Per ogni classe vennero costruite otto unità, una delle quali attrezzata per servire come capoflottiglia. Sei unità classe L e tre classe M andarono perdute durante il conflitto. Della seconda sottoclasse, quattro navi vennero vendute alla Turchia nel dopoguerra.

## Dettagli delle classi
Questi caccia vennero progettati durante la guerra civile spagnola, in cui gli aerei militari si erano rivelati una grave minaccia per gli obiettivi di terra e mare. Questo portò ad un importante dibattito sul loro armamento, in cui per la prima volta l'Ammiragliato ascoltò chi sosteneva la necessità di dotare queste navi di armamenti antiaerei molto più potenti di quelli installati fino ad allora.
Le navi delle classi L e M avevano un singolo fumaiolo, come la precedente classe J, un albero di trinchetto a tripode e un albero maestro più piccolo appena a poppavia del centro nave. Una caratteristica distintiva di queste navi fu il tetto del locale timoneria. Dalla classe I (1935) alla classe Weapon (1944), tutti i cacciatorpediniere della Royal Navy condivisero una particolare forma del locale fra la torre B ed il (primo o unico) fumaiolo: il tetto era piatto nella parte posteriore ma inclinato in avanti sopra la anteriore, per dirigere il flusso d'aria sopra la piattaforma bussola. La parte anteriore ospitava la timoneria, costruita a prova di proiettile e leggermente sollevata, in modo che il timoniere potesse vedere oltre i cannoni in posizione B. La maggiore altezza delle nuove torri Mk. XX della classe L richiese un maggior sollevamento, per cui la parte inclinata del tetto era quasi piatta. Questa caratteristica, chiaramente visibile nella foto dell' HMS Marne, è stata unica per le classi L e M.
Nel programma originario, la classe L doveva comprendere un conduttore (leggermente più grande) e 7 cacciatorpediniere, ma poi entrambe le classi continuarono la pratica (iniziata con i J) di avere 8 unità essenzialmente identiche ed attrezzarne una come flotilla leader.  Il Laforey ed il Milne erano quasi infatti indistinguibili dalle sorelle, avendo solo sistemazioni interne più ampie e migliori apparecchiature radio (denominate W/T - "wireless telegraph" ossia "telegrafo senza fili").
Il progetto passato ai cantieri prevedeva 6 cannoni da 120 mm (4.7") e 8 lanciasiluri, ma non definiva l'armamento antiaereo leggero. Poiché le impostazioni avvennero a partire dalla fine del 1938, il tempo di consegna era diventato un fattore cruciale e lo si sarebbe abbreviato montando le armi leggere immediatamente disponibili. 
Furono i primi cacciatorpediniere britannici ad avere cannoni in torrette completamente chiuse. 

### Armamento principale
Le navi erano dotate di sei cannoni da 120 mm Mk XI a tiro rapido in impianti binati Mk XX installati nelle posizioni 'A', 'B', e 'X'. L'impianto in posizione 'X' aveva un arco di tiro di 320 gradi per elevazioni inferiori ai 20 gradi e di 360 gradi per elevazioni superiori. Il cannone Mk XI era un notevole miglioramento rispetto alla versione precedente in quanto sparava granate di 28 kg (rispetto alle precedenti di 23 kg). La torretta Mk XX era completamente chiusa e prevista per resistere alle intemperie, ma in servizio gli equipaggi riscontrarono diversi inconvenienti. La Mk XX non era tecnicamente una torretta, in quanto il sistema di alimentazione delle munizioni era distinto dall'installazione e non si muoveva con la massa rotante. Questo significava che il rifornimento di munizioni, quando i pezzi erano al limite del brandeggio, era alquanto difficile. Di conseguenza anche gli elevatori delle munizioni dovevano essere collocati tra i cannoni come nella torretta binata americana da 127/38. Come risultato, le culle dei cannoni erano molto distanziate tra loro, una caratteristica immediatamente evidente nella conformazione della torretta Mk XX. Le culle dei cannoni erano indipendenti per cui gli stessi potevano assumere elevazioni diverse tra loro.
L'elevazione massima era 50 gradi, rispetto ai 40 dei precedenti Mark XIX. Questo ancora limitava il tempo di impegno contro gli aerei nemici in quota, principalmente contro i bombardieri in picchiata durante il loro avvicinamento, ma non era considerata una limitazione particolarmente grave perché i cannoni di medio calibro si rivelarono realmente efficaci contro questi bersagli solo dopo l'introduzione della spoletta di prossimità. Inoltre il movimento in elevazione era manuale e quindi troppo lento, per cui il complesso Mark XX era solo un compromesso per il ruolo antiaereo, anche se confrontato favorevolmente con qualsiasi arma simile nell'arsenale delle potenze dell'Asse Roma-Berlino.
D'altro canto, questo era (o per lo meno appariva) il solo cannone a doppio scopo disponibile. I cannoni da 114 mm montati sulla portaerei Ark Royal erano già in servizio ed avevano una elevazione di 80 gradi, ma i supporti non erano adatti per un cacciatorpediniere. I cannoni da 133 mm della classe Dido erano ovviamente fuori discussione. Il cannone da 102 mm non appariva adeguato al compito antinave. 
La Marina imperiale giapponese aveva già introdotto in servizio un cannone da 127 mm con 70 gradi di elevazione che ha avuto prestazioni molto scarse, mentre il 5"/38 Mark 32 della Marina degli Stati Uniti si poteva alzare a 85 gradi.
Un altro sviluppo per quanto riguarda l'armamento principale era l'adozione di una direzione combinata del tiro antiaereo ed antinave. Questo sistema non fu mai realmente soddisfacente ed aveva inoltre un peso eccessivo. Fu poi rielaborato, ma ancora con poco successo, nella K-tower Mk.I dei caccia classe Z. Nonostante i suoi problemi, questo sistema ed il suo radar Type 285 fornirono alle classi L ed M un controllo del fuoco antiaereo migliore di qualsiasi cacciatorpediniere dell'Asse, la maggior parte dei quali non ebbe alcun sistema di direzione del fuoco AA e tanto meno un apposito radar.

## Navi

### Classe L
Le unità classe L, note anche come Laforey, vennero approvate nelle previsioni di costruzioni navali del 1937. Quattro delle navi (Lance, Lively, Legion e Larne), vennero costruite con cannoni da 102 mm. Sei unità su otto vennero affondate durante la seconda guerra mondiale, le due sopravvissute vennero demolite nel 1948.
- Laforey, capoflottiglia, costruita nei cantieri Yarrow & Company di Scotstoun, impostata il 1º marzo 1939, varata il 15 febbraio 1941 e completata il 26 agosto seguente. Affondata il 30 marzo 1944.
- Lance, costruita nei cantieri Yarrow, impostata il 1º marzo 1939, varata il 28 novembre 1940 e completata il 13 maggio 1941. Affondata il 9 aprile 1942.
- Gurkha, inizialmente chiamata Larne venne ribattezzata dopo la perdita del precedente Gurkha il 9 aprile 1940. Costruita nei cantieri Cammell Laird & Company di Birkenhead, impostata il 18 ottobre 1938, varata l'8 luglio 1940 e completata il 18 febbraio 1941. Persa il 17 gennaio 1942.
- Lively, costruita nei cantieri Cammell Laird, impostata il 20 dicembre 1938, varata il 28 gennaio 1941 e completata il 20 luglio 1941. Affondata l'11 maggio 1942.
- Legion, costruita nei cantieri Hawthorn Leslie & Company di Hebburn, impostata il 1º novembre 1938, varata il 26 dicembre 1939 e completata il 19 dicembre 1940. Affondata il 26 marzo 1942.
- Lightning, costruita nei cantieri Hawthorn Leslie, limpostata il 15 novembre 1938, varata il 22 aprile 1940 e completata il 28 maggio 1941. Affondata il 12 marzo 1943.
- Lookout, costruita nei cantieri Scotts Shipbuilding & Engineering Company di Greenock, impostata il 23 novembre 1938, varata il 4 novembre 1940 e completata il 30 gennaio 1942. Demolita nel 1948.
- Loyal, costruita nei cantieri Scotts, impostata il 23 novembre 1938, varata l'8 ottobre 1941 e completata il 31 ottobre 1942. Demolita nel 1948.

### Classe M
Le unità classe M vennero approvate nelle previsioni di costruzioni navali del 1939. Servirono nella Home Fleet fino al 1944 e successivamente nel Mediterraneo. Tre unità andarono perdute; delle cinque sopravvissute alla guerra la Musketeer venne demolita nel 1955 e le altre quattro vennero vendute alla Turchia nel 1958.
- Milne, costruita nei cantieri Scotts, impostata il 24 gennaio 1940, varata il 30 dicembre 1941 e completata il 6 agosto 1942. Trasferita alla Turchia nel 1959 come Alp Arslam.
- Mahratta, inizialmente chiamata Marksman, costruita nei cantieri Scotts, impostata il 7 luglio 1939, venne danneggiata gravemente da un attacco aereo nel maggio 1941 poco prima del varo. Venne smantellata e ricostruita da capo, venendo finalmente varata il 28 luglio 1942, acquisendo anche il nome definitivo, venendo completata nel 1943. Affondata da un siluro acustico T5 lanciato dall'U-990 in posizione 71.17N 13.30E nel Mare di Barents il 25 febbraio 1944. Solo 17 uomini dell'equipaggio su 217 vennero recuperati dall'HMS Impulsive.
- Musketeer, costruita nei cantieri Fairfield Shipbuilding & Engineering Company di Govan, impostata il 7 dicembre 1939, varata il 2 dicembre 1941 e completata il 5 dicembre 1942. Demolita a Sunderland dal 6 dicembre 1955.
- Myrmidon costruita nei cantieri Fairfield, impostata il 7 dicembre 1939, varata il 2 marzo 1942 e completata il 5 dicembre successivo. Presta alla Marina militare polacca e rinominata ORP Orkan. Affondata da un U-Boot nell'Atlantico settentrionale l'8 ottobre 1943.
- Matchless, costruita nei cantieri Alexander Stephen & Sons di Linthouse, impostata il 14 settembre 1940, varata il 4 settembre 1941 e completata il 26 febbraio 1942. Trasferita alla Turchia nel 1959 come Kilicali Pasha.
- Meteor, costruita nei cantieri Stephen, impostata il 14 settembre 1940, varata il 3 novembre 1941 e completata il 12 agosto 1942. Trasferita alla Turchia nel 1959 come Piyale Pasha.
- Marne, costruita nei cantieri Vickers-Armstrongs di Walker, impostata il 23 ottobre 1939, varata il 30 ottobre 1940 e completata il 2 dicembre 1941. Trasferita alla Turchia nel 1959 come Maresal Fevzi Cakmak.
- Martin, costruita nei cantieri Vickers-Armstrongs, impostata il 23 ottobre 1939, varata il 12 dicembre 1940 e completata il 4 agosto 1942. Affondata da un U-Boot nel Mediterraneo occidentale il 10 novembre 1942.